# Leonardo Capezzi
Leonardo Capezzi (Figline Valdarno, 28 de marzo de 1995) es un futbolista italiano que juega en la demarcación de centrocampista para el Carrarese Calcio 1908 de la Serie B.

## Trayectoria
Capezzi empezó a formarse como futbolista en el Sangiovannese, donde estuvo desde los nueve años hasta los trece, momento en el que la ACF Fiorentina se hizo Capezzi, jugando en los niveles inferiores del club. Finalmente hizo su debut profesiornal con el primer equipo el 7 de noviembre de 2013 en un partido de la Liga Europa de la UEFA contra el CS Pandurii Târgu Jiu, donde reemplazó al defensa Facundo Roncaglia en el minuto 80. Tras no volver a jugar ningún minuto con el club, el 1 de septiembre de 2014 se marchó en calidad de cedido al Varese Calcio. El 26 de junio de 2015 volvió a la Fiorentina, por solo dos meses, ya que se marchó de nuevo cedido al F. C. Crotone, donde jugó dos temporadas. En el mercado veraniego de 2017 fue traspasado a la U. C. Sampdoria. Para la temporada 2018-19, la Sampdoría lo cedió al Empoli F. C. y para la 2019-20 al Albacete Balompié, aunque en enero de 2020 se canceló la cesión y se marchó, también prestado, a la U. S. Salernitana. Se acabó quedando en el equipo, consiguió un ascenso a la Serie A y se fue en enero de 2023 a la A. C. Perugia Calcio.

## Selección nacional
Hizo su debut con la selección de fútbol sub-21 de Italia el 2 de junio de 2016 en un partido amistoso contra Francia.

## Clubes
| Club                       | País   | Año       | Partidos | Goles |
| -------------------------- | ------ | --------- | -------- | ----- |
| ACF Fiorentina             | Italia | 2012-2014 | 1        | 0     |
| Varese Calcio (cedido)     | Italia | 2014-2015 | 37       | 2     |
| F. C. Crotone (cedido)     | Italia | 2015-2017 | 58       | 2     |
| U. C. Sampdoria            | Italia | 2017-2018 | 8        | 0     |
| Empoli F. C. (cedido)      | Italia | 2018-2019 | 13       | 0     |
| Albacete Balompié (cedido) | España | 2019-2020 | 9        | 0     |
| U. S. Salernitana 1919     | Italia | 2020-2023 | 48       | 2     |
| A. C. Perugia Calcio       | Italia | 2023      | 24       | 1     |
| Carrarese Calcio 1908      | Italia | 2023-     | 47       | 1     |